# Maestro del 1302
Il Maestro del 1302 (fl. XIV secolo) è stato un pittore anonimo italiano attivo in Emilia nella prima metà del XIV secolo.
L'anonimo pittore italiano, di cultura gotica ma aggiornato sulle novità assisiati, prende il nome dall'affresco votivo del vescovo Gerardo Bianchi, morto proprio nel 1302, raffigurante la Madonna col Bambino in trono tra un angelo e il Battista con il vescovo stesso come donatore, sito nel Battistero di Parma. Della stessa mano sono anche gli affreschi della terza e quattordicesima nicchia. Oltre che richiami assisiati nel maestro sono presenti influenze dalla produzione lombarda, in particolare sembra conoscere le pitture a Como con le Storie delle sante Faustina e Liberata.
Al maestro appartiene anche l'affresco staccato con la Madonna col Bambino, ora conservato nella Pinacoteca di Cremona.